# Milenko Vesnić
Milenko Radonja Vesnić (Dunisic, Belgrado, 13 de febrero de 1862-París, 15 de mayo de 1921), diplomático serbio y primer ministro yugoslavo en 1920.

## Comienzos
Se doctoró en derecho en Múnich 1888. Obtuvo la cátedra de Derecho internacional de la Universidad de Belgrado en 1893. El mismo año, fue elegido diputado de la Asamblea Nacional serbia por el Partido Radical. En el curso de su carrera política ocupó los cargos de ministro de Educación y ministro de Justicia. 
Fue embajador de Serbia en Roma, puesto que ocupó en 1901, y luego en París, a partir de 1904. A finales de 1918, pasó a desempeñar el mismo cargo para el nuevo Reino de los Serbios, Croatas y Eslovenos (Yugoslavia).

## La conferencia de paz de París y el gobierno

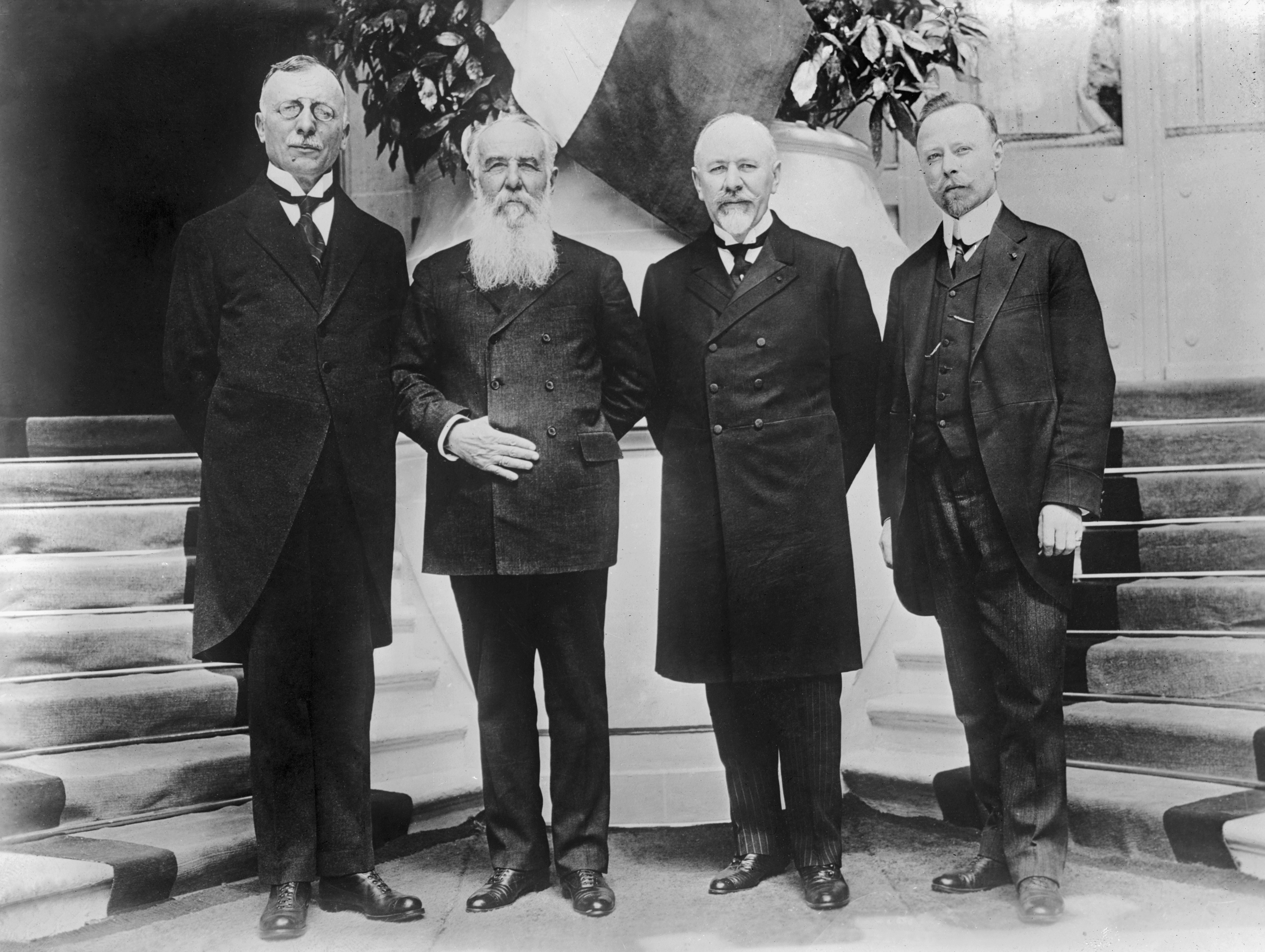
Vesnić, primero por la izquierda, junto a otros representantes yugoslavos en la Conferencia de Paz de París. A su lado el veterano político serbio Nikola Pašić, el croata Ante Trumbić (tercero), y el esloveno Ivan Žolger.

Vesnić representó al nuevo reino yugoslavo en la Conferencia de Paz de París de 1919. Fue uno de los cuatro plenipotenciarios yugoslavos; los otros fueron Nikola Pašić, Ante Trumbić y Ivan Žolger. Casado con una heredera estadounidense, su esposa conocía a la del presidente Woodrow Wilson. Antes de la apertura de la conferencia Vesnić había viajado a Washington D. C. para exponerle a este la postura serbia sobre la disolución del Imperio austrohúngaro. Su inclusión en la delegación yugoslava se debió a su vasta experiencia diplomática y a las excelentes relaciones que mantenía con los diplomáticos franceses y estadounidenses. Se lo consideraba además un erudito y el mejor orador de la delegación.
Convertido en primer ministro del nuevo Reino de Yugoslavia en mayo de 1920, en sustitución de Stojan Protić, durante su gobierno se firmó el Tratado de Rapallo con Italia, que fijó la frontera entre los dos países en Istria y Dalmacia y redujo temporalmente la tensión entre ambos.
Retomó el puesto de embajador en Francia pocos meses después de abandonar el gobierno, en 1921. Ese mismo año falleció.
| Predecesor: Stojan Protić | Primer ministro del Reino de los Serbios, Croatas y Eslovenos 1920-1921 | Sucesor: Nikola Pašić |